# 1398
| [ Edytuj tabelę ]                          |                                                                                                   |
| Król Polski                                | - 1384 Jadwiga Andegaweńska 1399 - 1386 Władysław II Jagiełło 1434                                |
| Współksiążęta Andory                       | - 1396 Galcerà de Vilanova 1415 - 1396 Mateusz 1398 - 1398 Izabela 1412 - 1398 Archibald 1412     |
| Król Anglii                                | - 1377 Ryszard II 1399                                                                            |
| Król Aragonii i Walencji, hrabia Barcelony | - 1396 Marcin I Ludzki 1410                                                                       |
| Władca Azteków                             | - 1395 Huitzilíhuitl 1417                                                                         |
| Elektor Brandenburgii                      | - 1388 Jodok z Moraw 1411                                                                         |
| Książę Bawarii-Ingolstadt                  | - 1375 Stefan III 1413                                                                            |
| Książę Bawarii-Landshut                    | - 1393 Henryk XVI Bogaty 1450                                                                     |
| Książę Bawarii-Monachium                   | - 1397 Ernest 1438                                                                                |
| Książę Burgundii                           | - 1364 Filip II Śmiały 1404                                                                       |
| Cesarz Bizancjum                           | - 1391 Manuel II Paleolog 1425                                                                    |
| Cesarz Chin                                | - 1368 Hongwu 1398 - 1398 Jianwen 1402                                                            |
| Król Cypru                                 | - 1382 Jakub I 1398 - 1398 Janusz 1432                                                            |
| Król Czech                                 | - 1378 Wacław IV Luksemburski 1419                                                                |
| Król Danii                                 | - 1387 Małgorzata I 1412 - 1396 Eryk Pomorski 1439                                                |
| Dalajlama                                  | - 1391 Gendun Drup 1474                                                                           |
| Władca Egiptu                              | - 1390 Barkuk 1399                                                                                |
| Cesarz Etiopii                             | - 1382 Dawid I 1413                                                                               |
| Król Francji                               | - 1380 Karol VI 1422                                                                              |
| Król Gruzji                                | - 1393 Jerzy VII 1407                                                                             |
| Hrabia Holandii                            | - 1358 Albert 1404                                                                                |
| Cesarz Japonii                             | - 1392 Go-Komatsu 1412                                                                            |
| Kalif                                      | - 1389 Al-Mutawakkil I 1406                                                                       |
| Król Kastylii i Leónu                      | - 1390 Henryk III Chorowity 1406                                                                  |
| Patriarcha Konstantynopola                 | - 1397 Mateusz I 1410                                                                             |
| Władca Korei                               | - 1392 T’aejo 1398 - 1398 Chŏngjong 1400                                                          |
| Wielki książę litewski                     | - 1382 Jagiełło 1400 - 1392 Witold 1430                                                           |
| Cesarz Majapahitu                          | - 1389 Wikramawardhana 1429                                                                       |
| Sułtan Maroka                              | - 1396 Abu Amir Abdullah 1398 - 1398 Usman III 1421                                               |
| Książę Mediolanu                           | - 1378 Giovanni Galeazzo 1402                                                                     |
| Senior Monako                              | - 1397 Jan I 1402 - 1397 Ludwik 1402                                                              |
| Wielki książę moskiewski                   | - 1389 Wasyl I 1425                                                                               |
| Król Nawarry                               | - 1387 Karol III Szlachetny 1425                                                                  |
| Król Norwegii                              | - 1387 Małgorzata I 1412 - 1396 Eryk Pomorski 1442                                                |
| Elektor Palatynatu                         | - 1390 Ruprecht II 1398 - 1398 Ruprecht III 1410                                                  |
| Papież awinioński                          | - 1394 Benedykt XIII 1417                                                                         |
| Papież                                     | - 1389 Bonifacy IX 1404                                                                           |
| Król Portugalii                            | - 1385 Jan I 1433                                                                                 |
| Cesarz Rzymski (niemiecki)                 | - 1378 Wacław IV Luksemburski 1400                                                                |
| Kapitanowie Regenci San Marino             | - 1398 Marino di Fosco Giovanni di Andrea 1398 - 1398 Gozio di Mucciolino Rigone di Giovanni 1398 |
| Książę Serbii                              | - 1389 Stefan IV Lazarević 1402                                                                   |
| Elektor Saksonii                           | - 1388 Rudolf III Saski 1419                                                                      |
| Król Szkocji                               | - 1390 Robert III Stewart 1406                                                                    |
| Król Szwecji                               | - 1389 Małgorzata 1412 - 1396 Eryk XIII Pomorski 1439                                             |
| Król Tajlandii                             | - 1395 Ramracha Thirat 1409                                                                       |
| Sułtan Turków                              | - 1389 Bajazyd I 1402                                                                             |
| Doża Wenecji                               | - 1382 Antonio Veniero 1400                                                                       |
| Król Węgier                                | - 1387 Zygmunt Luksemburski 1437                                                                  |
| Wielki mistrz zakonu krzyżackiego          | - 1393 Konrad von Jungingen 1407                                                                  |

Rok 1398 / MCCCXCVIII
stulecia: XIII wiek ~
XIV wiek ~
XV wiek

lata: 1388 «
1393 «
1394 «
1395 «
1396 «
1397 «
1398
» 1399
» 1400
» 1401
» 1402
» 1403
» 1408

## Wydarzenia w Polsce
- Szczekociny uzyskały prawa miejskie.
- Mogilno uzyskało prawa miejskie.

## Wydarzenia na świecie
- 24 czerwca – Jianwen został cesarzem Chin.
- 12 października – pokój na wyspie Salin: Witold, wielki książę litewski, przekazał Krzyżakom Żmudź.
- 17 grudnia – wojska mongolskie pod wodzą Timura rozbiły armię Sułtanatu Delhijskiego w bitwie pod Delhi.
- Państwo Bułgarów utraciło niezależność i stało się częścią państwa osmańskiego.

## Urodzili się
- 10 sierpnia – Tomasz Strzępiński, podkanclerzy koronny, biskup krakowski (zm. 1460)
- 31 sierpnia – Jan Walezjusz, delfin Francji, młodszy syn króla Francji Karola VI Szalonego (zm. 1417)
- Data dzienna nieznana:
  - Spytek Melsztyński (1398–1439), przywódca husytów polskich i organizator konfederacji korczyńskiej (zm. 1439)
  - Amico Agnifilo, kardynał włoski, uczestnik konklawy z 1471 (zm. 1476)
  - Julian Cesarini, kardynał, przewodniczył soborom w Bazylei, Ferrarze, Florencji, legat papieski na Węgrzech (zm. 1444)
  - Aimone Taparelli, włoski dominikanin, błogosławiony katolicki (zm. 1495)

## Zmarli
- 6 stycznia – Ruprecht II Wittelsbach, książę Palatynatu, elektor Palatynatu Reńskiego (ur. 1325)
- 31 stycznia – Sukō, cesarz Japonii (dwór północny) (ur. 1334)
- 24 czerwca – Hongwu, pierwszy cesarz chiński z dynastii Ming (ur. 1328)
- 20 lipca – Roger Mortimer, angielski możnowładca (ur. 1374)
- 9 września – Jakub I Cypryjski, król Cypru (ur. 1334)
- 5 października – Blanka z Nawarry, córka Joanny II – królowej Nawarry, królowa Francji, żona króla Filipa VI (ur. 1333)
- 14 listopada – Andrzej Jastrzębiec, dyplomata, franciszkanin (ur. ?)
- 12 grudnia – Henryk VIII legnicki, książę legnicki, biskup kujawski (ur. pomiędzy 1350 a 1359)
- grudzień – Ludwik I brzeski, książę brzeski (ur. pomiędzy 1313 a 1321)